# 예수 관련 성유물

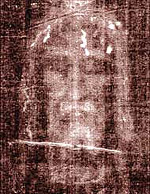
예수의 거룩한 얼굴 기도와 관련된, 피아의 1898년 토리노의 수의의 네가 필름.

수많은 예수 관련 유물은 주장과 기독교의 역사를 통해 표시되어 왔다. 어떤 이들은 몇 가지 성유물의 진위를 믿는다; 다른 이들은 다양한 항목의 신뢰성을 의심한다. 예를 들어, 16세기 가톨릭 신학자 에라스뮈스는 유물의 확산과, 예수의 십자가형에 사용된 십자가의 나무로 구성되어 있다고 주장하는 수많은 건물에 대해 빈정대며 썼다. 마찬가지로, 전문가들이 그리스도가 세네 개의 못으로 십자가에 못 박힌 여부를 논의하는 동안, 적어도 서른 개의 성정은 유럽 전역의 유물로 숭배되고 있다.

## 같이 보기
- 그리스도의 피
- 성경에서 의미 있는 유물 목록
- 신약 속 예수의 삶

## 참고 도서
- Bella, Francesco; Carlo Azzi (2002). “14C Dating of the 'Titulis Crucis'” (PDF). 《Radiocarbon》 (University of Arizona) 44 (3): 685–689. 2012년 4월 12일에 원본 문서 (PDF)에서 보존된 문서. 2012년 9월 10일에 확인함.
- Benford, M. Sue; Joseph G. Marino (July–August 2008). “Discrepancies in the radiocarbon dating area of the Turin shroud” (PDF). 《Chemistry Today》 26 (4). 2012년 3월 4일에 원본 문서 (PDF)에서 보존된 문서. 2012년 9월 10일에 확인함.
- Fernández Sánchez, José Luis (2010년 5월 6일). “The Sudarium of Oviedo and the Shroud of Turin. A question of authenticity” (PDF). 《Proceedings of the International Workshop on the Scientific approach to the Acheiropoietos Images, ENEA Frascati, Italy》.
- Klein, Holger A. (2006). 〈Sacred Relics and Imperial Ceremonies at the Great Palace of Constantinople〉.   F. A. Bauer (ed.). 《Visualisierungen von Herrschaft》 (PDF). BYZAS 5. 79–99쪽. ISBN 9789758071265. OCLC 71787023.